# Château du Mirail (Brouqueyran)
Pour les articles homonymes, voir Château du Mirail et Le Mirail.
Le château du Mirail est situé dans la commune de Brouqueyran,  dans le département de la Gironde en France.

## Historique
La mention la plus ancienne concernant le château du Mirail date de 1348 année durant laquelle le roi d'Angleterre autorisa Jean de La Tour seigneur de Brouqueyran à reconstruire une maison forte « lieu détruit par les français et les rebelles de Bazas ». Cette destruction est liée à la reprise de la guerre en Gascogne. Alors que le bazadais était sous contrôle du roi de France le ralliement du sire d'Albret Bernard V à Edouard III aboutit à l'encerclement des villes de Bazas, Langon et La Réole. Les Anglais lancent alors une offensive dans le secteur. C'est au cours d'une sortie de la garnison de Bazas qu'une première maison forte sur le site du château fut détruite.     
On peut considérer que les parties les plus anciennes remontent à la seconde moitié du XIVe siècle. 
Au XVIe siècle, le domaine du Mirail appartenait à la famille de Laroque. 
À la fin du XVIIe siècle Marie de Laroque fille de Marc Antoine et Sibille de Suduiraut apporta par mariage le Mirail dans une famille de parlementaires les Marbotin. 
Au début du XIXe siècle, la famille de Marbotin vendit le château et le domaine au baron Giresse de Labeyrie, ancien secrétaire du duc d'Angoulême, propriétaire du domaine de Labeyrie à Cudos dont il avait pris le nom. On lui doit des restaurations contestables (crénelage du bâtiment central, tours appendices). Vers 1840 le domaine passa à la famille Drouilhet de Sigalas, Marie-Antoinette de Sigalas apporta par mariage le Mirail dans la famille de Lambert des Granges à laquelle le château appartient encore de nos jours.           
Le château abrite une chapelle et une cheminée ornée d'un relief sculpté figurant Le Reniement de Saint-Pierre et est classé au titre des monuments historiques  par arrêté du 8 février 1990.
Sous le premier Empire et la Restauration, le château était la propriété du baron d'Empire Jean-François-Laurent-Amédée Marbotin de Conteneuil puis de son fils Jean-Pierre-Henri-Amédée.
Dans une lettre patente du roi Charles X relative à l'érection en majorat du domaine et datée du 28 janvier 1826, la propriété est ainsi décrite :
« … le domaine du Mirail, situé commune de Brouqueyran, canton d'Auros, arrondissement de Bazas, consistant dans le château du Mirail avec ses cours et jardins, garennes, charmilles ; les bois taillis de haute futaie, vignes, prés, en dépendant ; les métairies dites grande et petite Verdure, de Vendôme, de Magister et de la Grange, leurs bâtimens, cour, vignes et bois ; le tout d'un seul tenant, contenant cent quarante-deux arpens métriques ; un moulin sur la rivière de Beuve, ses constructions et prairies ; les métairies dites grande Arnaude, petite Arnaude et Reverend, leurs bâtimens, terres et prairies, contiguës, d'environ quarante-deux hectares ; ce domaine appartenant audit baron Marbotin de Conteneuil fils, et produisant cinq mille cinquante-six francs soixante-quatorze centimes de revenu, ainsi érigé par remplacement de tous les biens susénoncés dépendant de la terre de Conteneuil, lesquels ne composent plus le majorat : auquel majorât continue d'être attaché le titre de Baron. »